# Supercoppa italiana

Trofej pro vítěze

Supercoppa italiana, česky Italský superpohár a ze sponzorských důvodů jako Supercoppa di Lega EA SPORTS FC Supercup je italská soutěž, kde se nově od roku 2023 utkají mistr a vicemistr Serie A (nejvyšší italské ligy) s finalisté Coppa Italia (italského poháru) uplynulé sezóny. 
První zápas se hrál v roce 1988. Týmem, který vyhrál trofej nejvíce krát, je Juventus, který vyhrál devětkrát. 

## Přehled zápasů

### Formát dvou týmů
| Ročník | Rok  | Vítěz poháru        | Výsledek          | Poražený finalista | Stadión                                            | Počet diváků |
| ------ | ---- | ------------------- | ----------------- | ------------------ | -------------------------------------------------- | ------------ |
| 1      | 1988 | Milán (1 vítězství) | 3:1               | Sampdoria          | Stadio Giuseppe Meazza, Milán                      | 19 412       |
| 2      | 1989 | Inter (1)           | 2:0               | Sampdoria          | Stadio Giuseppe Meazza, Milán                      | 7 221        |
| 3      | 1990 | Neapol (1)          | 5:1               | Juventus           | Stadio San Paolo, Neapol                           | 62 404       |
| 4      | 1991 | Sampdoria (1)       | 1:0               | Řím                | Stadio Luigi Ferraris, Janov                       | 21 120       |
| 5      | 1992 | Milán (2)           | 2:1               | Parma              | Stadio Giuseppe Meazza, Milán                      | 30 102       |
| 6      | 1993 | Milán (3)           | 1:0               | Turín              | Robert F. Kennedy Memorial Stadium, Washington     | 25 268       |
| 7      | 1994 | Milán (4)           | 1:1 (4:3 na pen.) | Sampdoria          | Stadio Giuseppe Meazza, Milán                      | 26 767       |
| 8      | 1995 | Juventus (1)        | 1:0               | Parma              | Stadio delle Alpi, Turín                           | 5 289        |
| 9      | 1996 | Fiorentina (1)      | 2:1               | Milán              | Stadio Giuseppe Meazza, Milán                      | 29 552       |
| 10     | 1997 | Juventus (2)        | 3:0               | Vicenza            | Stadio delle Alpi, Turín                           | 16 157       |
| 11     | 1998 | Lazio (1)           | 2:1               | Juventus           | Stadio delle Alpi, Turín                           | 16 500       |
| 12     | 1999 | Parma (1)           | 1:0               | Milán              | Stadio Giuseppe Meazza, Milán                      | 25 001       |
| 13     | 2000 | Lazio (2)           | 4:3               | Inter              | Stadio Olimpico, Řím                               | 61 446       |
| 13     | 2001 | Řím (1)             | 3:0               | Fiorentina         | Stadio Olimpico, Řím                               | 61 050       |
| 14     | 2002 | Juventus (3)        | 2:1               | Parma              | Stadion 11. června, Tripolis                       | 40 000       |
| 15     | 2003 | Juventus (4)        | 1:1 (5:3 na pen.) | Milán              | Giants Stadium, East Rutherford                    | 54 128       |
| 16     | 2004 | Milán (5)           | 3:0               | Lazio              | Stadio Giuseppe Meazza, Milán                      | 33 274       |
| 17     | 2005 | Inter (2)           | 1:0 v prodl.      | Juventus           | Stadio delle Alpi, Turín                           | 35 246       |
| 18     | 2006 | Inter (3)           | 4:3 v prodl.      | Řím                | Stadio Giuseppe Meazza, Milán                      | 45 528       |
| 19     | 2007 | Řím (2)             | 1:0               | Inter              | Stadio Giuseppe Meazza, Milán                      | 34 898       |
| 20     | 2008 | Inter (4)           | 2:2 (6:5 na pen.) | Řím                | Stadio Giuseppe Meazza, Milán                      | 43 400       |
| 21     | 2009 | Lazio (3)           | 2:1               | Inter              | Pekingský národní stadion, Peking                  | 68 961       |
| 22     | 2010 | Inter (5)           | 3:1               | Řím                | Stadio Giuseppe Meazza, Milán                      | 65 860       |
| 23     | 2012 | Milán (6)           | 2:1               | Inter              | Pekingský národní stadion, Peking                  | 66 161       |
| 24     | 2012 | Juventus (5)        | 4:2 v prodl.      | Neapol             | Pekingský národní stadion, Peking                  | 75 000       |
| 25     | 2013 | Juventus (6)        | 4:0               | Lazio              | Stadio Olimpico, Řím                               | 57 000       |
| 26     | 2014 | Neapol (2)          | 2:2 (6:5 na pen.) | Juventus           | Stadion Jassim bin Hamad, Dauhá                    | 14 000       |
| 27     | 2015 | Juventus (7)        | 4:0               | Lazio              | Šanghajský stadion, Šanghaj                        | 20 000       |
| 28     | 2016 | Milán (7)           | 2:1               | Juventus           | Stadion Jassim bin Hamad, Dauhá                    | 11 356       |
| 29     | 2017 | Lazio (4)           | 3:2               | Juventus           | Stadio Olimpico, Řím                               | 52 000       |
| 30     | 2017 | Juventus (8)        | 1:0               | Milán              | Stadion Krále Abdullaha, Džidda                    | 61 235       |
| 31     | 2019 | Lazio(5)            | 3:1               | Juventus           | Univerzitní stadion krále Sauda, Rijád             | 23 361       |
| 32     | 2020 | Juventus (9)        | 2:0               | Neapol             | Mapei Stadium - Città del Tricolore, Reggio Emilia | 0            |
| 33     | 2021 | Inter (6)           | 2:1 v prodl.      | Juventus           | Stadio Giuseppe Meazza, Milán                      | 29 696       |
| 34     | 2022 | Inter (7)           | 3:0               | Milán              | Stadion krále Fahda, Rijád                         | 51 357       |

### Formát čtyř týmů
| Ročník | Rok  | Vítěz poháru | Výsledek | Poražený finalista | Stadión                                | Počet diváků | Semifinalisté     |
| ------ | ---- | ------------ | -------- | ------------------ | -------------------------------------- | ------------ | ----------------- |
| 35     | 2023 | Inter (8)    | 1:0      | Neapol             | Univerzitní stadion krále Sauda, Rijád | 24 900       | Lazio Fiorentina  |
| 36     | 2024 | Milán (8)    | 3:2      | Inter              | Univerzitní stadion krále Sauda, Rijád | 24 841       | Atalanta Juventus |

## Úspěšnost podle klubů
| Klub       | Vítěz | Finalista | Vítězné roky                                         |
| ---------- | ----- | --------- | ---------------------------------------------------- |
| Juventus   | 9     | 8         | 1995, 1997, 2002, 2003, 2012, 2013, 2015, 2018, 2020 |
| Inter      | 8     | 5         | 1989, 2005, 2006, 2008, 2010, 2021, 2022, 2023       |
| Milán      | 8     | 5         | 1988, 1992, 1993, 1994, 2004, 2011, 2016, 2024       |
| Lazio      | 5     | 3         | 1998, 2000, 2009, 2017, 2019                         |
| Řím        | 2     | 4         | 2001, 2007                                           |
| Neapol     | 2     | 3         | 1990, 2014                                           |
| Sampdoria  | 1     | 3         | 1991                                                 |
| Parma      | 1     | 3         | 1999                                                 |
| Fiorentina | 1     | 1         | 1996                                                 |